# Andrea Mirò
Andrea Mirò, pseudonimo di Roberta Mogliotti (Rocchetta Tanaro, 27 maggio 1967), è una cantautrice, direttrice d'orchestra e polistrumentista italiana.

## Biografia
La sua carriera artistica è cominciata a Calliano negli anni ottanta come solista, e, dopo un breve periodo di interruzione, è ripresa nel 1994 nella band di Enrico Ruggeri; in seguito ha proseguito la carriera solista, continuando contemporaneamente la collaborazione con Ruggeri. Ha vinto l'edizione del Festival di Castrocaro del 1986 con Pietra su Pietra. Come solista ha partecipato al Festival di Sanremo quattro volte: nel 1987 con Notte di Praga, nel 1988 con Non è segreto, nel 2000 con La canzone del perdono e nel 2003, in coppia con Enrico Ruggeri, con Nessuno tocchi Caino.
Nel 2001 pubblica l'album Lucidamente, del quale è autrice di tutte le musiche e dei testi, a eccezione della cover The fairest of the seasons, canzone di Jackson Browne, nota soprattutto nell'interpretazione di Nico. In questa canzone duetta con David Surkamp dei Pavlov's Dog. Nel 2002 ha diretto l'orchestra al Festival di Sanremo per il compagno Enrico Ruggeri che partecipa con il brano Primavera a Sarajevo di cui è anche coautrice. Nel 2003 ha partecipato nuovamente al Festival di Sanremo, in coppia con Enrico Ruggeri, con il brano Nessuno tocchi Caino.
Nell'aprile 2007 esce l'album A fior di pelle preceduto dal singolo Il vento. L'album contiene una collaborazione con Neri Marcorè nel singolo Preghierina dell'Infame. Sono contenuti anche una cover del brano Don't Let Me Be Misunderstood di Nina Simone e una dedica al suo amico gay ne Il mio amico Dario. Alla fine del 2008 collabora con il compagno Enrico Ruggeri alla realizzazione della colonna sonora per il film East West East - Volata finale del regista albanese Gjergj Xhuvani, che verrà pubblicata l'anno successivo nell'album All in - L'ultima follia di Enrico Ruggeri, al quale partecipa anche in qualità di produttrice oltre che come musicista e cantante in un trio nel brano Sulla strada.
Nel 2010 al festival di Sanremo dirige l'orchestra per il compagno Enrico Ruggeri che si esibisce con il brano La notte delle fate e per Nina Zilli che porta al festival L'uomo che amava le donne. Nel marzo 2012 duetta con la cantautrice Roberta Di Lorenzo in Menti distratte contenuto nell'album della Di Lorenzo Su questo piano che si chiama Terra. A maggio 2012 esce l'album Elettra e Calliope. Nel 2013 ritorna nuovamente al festival di Sanremo dove dirige l'orchestra per il cantautore Andrea Nardinocchi, esibitosi nella categoria "Giovani". Sempre nello stesso anno riceve il Premio Lunezia Doc 2013 per la qualità Musical-Letteraria delle sue canzoni.
Anche nel 2014 è al Festival di Sanremo nelle vesti di direttrice d'orchestra per il gruppo Perturbazione (categoria "Campioni") e Zibba (categoria "Nuove proposte"). Nel 2014 fa parte della giuria italiana all'Eurovision Song Contest.
Nell'aprile 2016, oltre a collaborare al disco Nuove emozioni post-ideologiche della cantautrice tosco-campana Giorgia Del Mese, esce l'album Nessuna paura di vivere, prodotto da Manuele Fusaroli, in cui collaborano tra gli altri Brian Ritchie e Nicola Manzan.
Viene scelta nel 2018 come maestro concertatore nel concertone finale della ventunesima edizione della Notte della Taranta.

## Discografia

### Album in studio
- 1991 – Mirò (EMI Italiana)
- 2000 – Il centro dei pensieri (Columbia)
- 2001 – Lucidamente (Anyway)
- 2003 – Andrea Mirò (Anyway)
- 2005 – Andrea (Anyway)
- 2007 – A fior di pelle (Anyway)
- 2007 – Il regalo di Natale con Enrico Ruggeri (Anyway)
- 2009 – La fenice (Anyway)
- 2012 – Elettra e Calliope (Anyway)
- 2014 – Segni (e) particolari con Alberto Patrucco (Sony Music)
- 2016 – Nessuna paura di vivere (Anyway)
- 2023 – Camere con vista (Anyway)

### Singoli
- 1987 – Notte di Praga / Dietro il vetro (EMI Italiana)
- 1988 – Non è segreto / Non è segreto [part II] (EMI)
- 1998 – Anna e il freddo che ha (PDU)
- 1999 – La libertà (Columbia-Sony)
- 1999 – Calda canzone (Columbia-Sony)
- 2000 – Il centro dei pensieri (Columbia-Sony)
- 2000 – La canzone del perdono (Columbia-Sony)
- 2001 – Opinioni di un clown (Anyway)
- 2002 – I naviganti (Columbia-Sony)
- 2002 – Primavera a Sarajevo (Columbia-Sony)
- 2003 – L'uomo di metallo (Columbia-Sony)
- 2003 – Nessuno tocchi Caino (Columbia-Anyway-Sony)
- 2004 – Lili Marlene (Columbia-Sony)
- 2005 – La La La (Columbia-Sony)
- 2005 – Hassiba Boulmerka
- 2007 – Il vento
- 2012 – Il sogno dell'astronauta

## Opere
- Andrea Mirò e Valeria Rogolino, Andrea, c'est moi, Fabula Edizioni, 2007.